# Амфион
Амфион (грч. Ἀμφίων, лат. Amphion) је у грчкој митологији био син бога Зевса и његове љубавнице Антиопе и Зетов брат близанац.

## Митологија
Мајка Амфиона и Зета је била Антиопа, кћерка тебанског краља Никтеја, која се против своје воље удала за сикионског краља Епопеја. Њена лепота је привукла и самог бога Зевса, а доказ њихове љубави били су близанци Амфион и Зет. Бојећи се љутње свог мужа, оставила је близанце у шуми, верујући да ће се сам Зевс, када то види, побринути за њих. Тако је и било и Зевс је послао пастира који их је нашао и одгајио као своју децу. Близанци су били предивни младићи, који, сем сличности у лику, ништа друго заједничко нису имали. Амфион је био миран и повучен и волео је много музику, док је Зет био снажан момак кога су више интересовали физички послови. Амфион је од Аполона или Хермеса на поклон добио лиру, а приписује му се да је проналазач китародије, па чак и целокупне музичке уметности. Близанци нису знали за своје порекло и иако су живели сваки на свој начин, увек су били заједно.
Њихова мајка је, не дуго по њиховом рођењу, била бачена у тамницу, јер је њена рођака Дирка на то наговорила свога мужа, тебанског краља Лика. Зевс је у међувремену заборавио на Антиопу, тако да је она провела дуго времена у тамници. Коначно јој је Зевс помогао да побегне у планину и стицајем околности, пронашла је уточиште код истог пастира код кога су били и њени синови. Пре него што је успела да објасни ко је, на врата пастирове куће се појавила Дирка. Она је, наиме, залутала у шуми, враћајући се са разузданих Дионисових свечаности. Када је угледала Антиопу, побеснела је и рекла је да је то њена одбегла слушкиња, те је наредила браћи Амфиону и Зету да је казне тако што ће је привезати за рогове дивљег бика који ће је растргнути. Браћа у првом тренутку нису желела да је послушају, али су попустили пред Диркиним наредбама и таман када су кренули да их изврше, пастир им је открио ко је она. То је изазвало њихов бес и они су казну намењену сопственој мајци, спровели на Дирки, која је издахнула у мукама.
После су се браћа упутила у Тебу да се обрачунају и са краљем Ликом, што су и учинили и према једном предању га убили, а народ Тебе их је прогласио за краљеве. Браћа су одлучила да утврде град. Зет је носио камење као да је титан и од њега градио бедеме, а Амфион је својим предивним свирањем учинио да се камење слаже само од себе.
Слава близанаца се била прочула, тако да је моћни краљ Тантал из Лидије дао своју кћерку Ниобу Амфиону за жену и они су срећно живели све док Ниоба није на себе навукла гнев богова. О Амфионовој смрти постоји више предања. Када је Амфион дознао да су богови казнили Ниобу смрћу њихових синова, убио се мачем или је умро поремећеног ума. Такође, причало се да су га богови казнили смрћу јер се или подсмевао Лети или је разрушио Аполонов храм у бесу због смрти своје деце, Ниобида.

## Други ликови
- Према Хигину, један од Аргонаута, Македонац из Пеле, син Хиперасија и Хипсо.[3]
- У Хомеровој „Илијади“, командир Епеанаца из Елиде у тројанском рату.[4]
- Још један учесник тројанског рата, према другим ауторима, пријатељ Епеја (који је саградио тројанског коња). Убио га је Енеја.[4]
- Један од бранилаца Тебе, која је нападнута у походу седморице против Тебе.[5]
- Кентаур који је хтео да отме Фолу његово вино и зато га је убио Херакле.[6]